# Comuna Bilka, Berezne
Bilka (în ucraineană Білка) este o comună în raionul Berezne, regiunea Rivne, Ucraina, formată din satele Bilka (reședința) și Pidhalo.

## Demografie
Componența lingvistică a comunei Bilka
     Ucraineană (99,91%)
     Alte limbi (0,09%)
Conform recensământului din 2001, majoritatea populației comunei Bilka era vorbitoare de ucraineană (99,91%), existând în minoritate și vorbitori de alte limbi.